# Jules Verne (A 620)
La Jules Verne (A 620) è stata un unico esemplare di nave atelier polivalente (in francese: Bâtiment Atelier Polyvalent (BAP)) costruita per la Marine nationale che fu in servizio tra il 1976 e il 2009. Essa fu chiamata Jules Verne in omaggio a Jules Verne, la città madrina della nave era Nantes dal 26 maggio 1976. La Jules Verne fu la più importante nave di sostegno della Marine nationale.

## Costruzione
Chiamata in origine Achéron, esse doveva essere una nave da trasporto munizioni. La sua costruzione comincia a Brest nel 1969, ma in seguito la costruzione si ferma e la nave resta allo stato di scafo per tre anni. Nel 1973, si decide di trasformarla in nave atelier polivalente e di rinominarla. La BAP Jules Verne è immessa in servizio attivo nel 1976.

## Servizio attivo
La nave fu basata per due terzi della sua carriera a Gibuti (essa figura anche sulla banconota di 10.000 franchi gibutiani), assegnata alla flotta francese nell'oceano Indiano. Nel 1997, essa fu assegnata alla Force d'action navale e fu basata a Tolone. Essa fu ancorata nella base navale di Tolone dal suo disarmo nel 2010 e attende di essere trasferita a Gand in Belgio dove sarà demolita.

## Missioni
La missione principale della Jules Verne fu il supporto operativo di una forza aerea navale e/o anfibia impegnata in un'operazione di proiezione; si tratta di accompagnare una forza navale e di garantirne in mare o in un punto d'appoggio in prossimità del teatro delle operazioni, il supporto tecnico (manutenzione, assistenza in caso di danni o avarie in combattimento) e la fornitura di parti di ricambio e munizioni.

Essa possiede quindi una specifica organizzazione che risponde a questi requisiti e che combina i tradizionali servizi necessari alla messa in servizio di una nave di questa importanza (135 persone divise in 6 servizi) con un gruppo di sostegno che raccoglie tutte le capacità tecniche da mettere al servizio della forza da sostenere (132 persone divise in 3 servizi e 11 laboratori).

Nel momento in cui la mobilità operativa è più che mai d'attualità, la Jules Verne era in grado di apportare una grande e importante capacità di supporto mobile, il che la rendeva un elemento essenziale della resistenza di una forza navale su un teatro di operazioni navali.

## Capacità
Capacità di sostegno logistico e umanitario
- Produzione e distribuzione d'acqua distillata
- Produzione di energia elettrica e pneumatica
- Rifornimento in munizioni e gasolio
- Cure mediche (blocco operatorio, radiologia, dentista, camera di decompressione, ospedale con 16 posti letto)
- Elicotteri: possibilità di accogliere tutti i tipi di elicotteri in servizio nella marina, 1 piattaforma (550 m²) e 2 hangar (350 m²) per 2 elicotteri

Capacità industriali : 6 atelier scafo-macchine-elettricità
- Carpenteria (legno, plastica, imbarcazioni, sistemazioni)
- Rigging (Imbarcazioni pneumatiche, cavi, gomene, tende, isolamento)
- Elettricità (energia elettrica in generale, batterie, strumenti di navigazione, test di carica degli alternatori)
- Motori (controllo di tutti i motori a combustione interna, pulizia e decalcificazione, banco di prova di iniettori e pompe, analisi di laboratorio)
- Caldaia Autobody (fabbricazione, riparazione, prova tubi in rame e acciaio, saldature varie, prove idrauliche)
- Meccanica generale (tornitura, fresatura, infilatura, alesaggio, di fronte, controllo e riparazioni di ausili meccanici, prove dei montacarichi)

Capacità industriali : 5 atelier armi-equipaggiamenti
- Armi (missili MM 38/40, artiglieria da 100 mm, siluri)
- Trasmissioni (connessioni cablate o radio)
- Rilevamento sottomarino (sonar e sonde)
- Rilevamento elettromagnetico (radar)
- 1.200 m² di magazzini in 19 sezioni, contenenti 60.000 articoli diversi.